# Програмски бројач
У рачунарству, програмски бројач (код неких рачунара се назива још и показивач на инструкцију) се односи на регистар у процесору који означава где се у поступку извршења низа команди налази рачунар. 
У зависности од архитектуре рачунара, садржи или адресу инструкције која се извршава, или адресу следеће инструкције. Програмски бројач се аутоматски инкрементира за сваки циклус инструкције, тако да се адресе инструкција у меморију смештају секвенцијално. Неке инструкције, као што су инструкције скока (условног или безусловног) и скока на потпрограм прекидају секвенцу и мењају вредност програмског бројача.
У случају скока на потпрограм, вредност бројача се чува на стеку, да би се по повратку у главни програм та вредност са стека вратила у програмски бројач.